# Kkotboda namja
Kkotboda namja (kor.: 꽃보다 남자 / 꽃보다 男子, MOCT: Kkotboda namja, znany także jako Boys Over Flowers oraz Boys Before Flowers) – południowokoreański serial telewizyjny wyprodukowany w 2009 roku. Główne role odgrywają w nim Lee Min-ho, Ku Hye-sun, Kim Hyun-joong, Kim Bum, Kim Joon oraz Kim So-eun. Serial był emitowany na kanale KBS2 od 5 stycznia do 31 marca 2009 w poniedziałki i wtorki o 21:55.
Fabuła serialu opiera się na japońskiej mandze typu shōjo pod tytułem Hana yori dango (jap. 花より男子) autorstwa Yoko Kamio. Serial ten jest piątą adaptacją telewizyjną tego tytułu po tajwańskiej produkcji Liúxīng huāyuán i jego sequela Liúxīng huāyuán II, japońskiego serialu Hana yori dango i jego sequela Hana yori dango Returns. 

## Fabuła
Pracowita Geum Jan-di (Ku Hye-sun) uczęszcza do ekskluzywnego liceum Shinhwa dzięki otrzymanemu stypendium. Jednakże jej koledzy z klasy są według niej płytcy i chamscy, zwłaszcza słynna szkolna paczka chłopaków nazywana F4. Bogaci i aroganccy Gu Jun-pyo (Lee Min-ho), Yoon Ji-hoo (Kim Hyun-joong), So Yi-jung (Kim Bum) oraz Song Woo-bin (Kim Joon) są swoistymi królami szkoły i nikt, nawet nauczyciele nie potrafią sobie z nimi poradzić. Jedyną, która potrafi się im postawić jest Jan-di.

## Obsada

### Główna
- Lee Min-ho jako Gu Jun-pyo
- Ku Hye-sun jako Geum Jan-di
- Kim Hyun-joong jako Yoon Ji-hoo
- Kim Bum jako So Yi-jung
- Kim Joon jako Song Woo-bin
- Kim So-eun jako Ga Eul

### Postaci drugoplanowe
- Kim Hyun-joo jako Gu Jun-hee
- Lee Hye-young jako Kang Hee-soo
- Ahn Suk-hwan jako Geum Il-bong
- Im Ye-jin jako Na Gong-joo
- Park Ji-bin jako Geum Kang-san
- Han Chae-young jako Min Seo-hyun
- Lee Min-jung jako Ha Jae-kyung
- Lee Jung-gil jako Yoon Seok-young
- Lee Si-young jako Oh Min-ji
- Gook Ji-yeon jako Choi Jin-hee
- Jang Ja-yeon jako Park Sun-ja
- Min Young-won jako Lee Mi-sook
- Im Joo-hwan jako So Il-hyun
- Park Soo-jin jako Cha Eun-jae
- Kim Min-ji jako Jang Yu-mi
- Jung Eui-chul jako Lee Min-ha / Lee Jae-ha
- Kim Ki-bang jako Bom Choon-sik
- Haiming jako Ming